# Tolmera exuberans
Tolmera exuberans là một loài bướm đêm trong họ Geometridae.